# کوئیچی اوهوری
کوئیچی اوهوری (انگلیسی: Kouichi Oohori؛ زادهٔ ۵ آوریل ۱۹۶۳) بازیگر اهل ژاپن است.
از فیلم‌ها یا برنامه‌های تلویزیونی که وی در آن نقش داشته‌است می‌توان به مثل یک عاشق اشاره کرد.